# Soča, Bovec
Soča je naselje v Občini Bovec.